# Hofkapelle Stuttgart
Die Württembergische Hofkapelle Stuttgart war die Musikkapelle des württembergischen Herrscherhauses.

## Geschichte
Die Kapelle wurde schon im 16. Jahrhundert beschrieben und hatte im Laufe der Jahrhunderte wechselnde Besetzungen. Nachdem eine erste Hofkapelle 1519 wegen der Vertreibung von Herzog Ulrich aufgelöst worden war, wurde sie nach seiner Rückkehr ab 1534 neu besetzt und bestand um 1550 aus acht Sängern und zwölf Sängerknaben, einem Organisten, drei Posaunenbläsern, einem Violinisten, einem Heerpauker und sechs Trompetern.
1617 bestand sie aus 50 „vorzüglichen Sängern“ und war dem fürstlichen Kammermusikensemble angegliedert, 1699 aus 11 Kapellknaben; in der Zeit von 1736 bis 1750 wurden aus der Kapelle Chorsänger und Kapellknaben zu Opernaufführungen herangezogen. In dieser Zeit wandelte sich die Hofkapelle offensichtlich in einen Opernchor, aus welchem später der Stuttgarter Staatsopernchor hervorgehen sollte, während sich unter der Bezeichnung Hofkapelle ein Orchester entwickelte.
Im Jahr 1818 wurden unter Johann Nepomuk Hummel Abonnementskonzerte eingeführt. Dies förderte die Entwicklung des Orchesters von einem Hoforchester zu einem modernen Symphonieorchester. Das heutige Württembergische Staatsorchester Stuttgart steht in der Tradition der Württembergischen Hofkapelle.
Seit 2002 benennt der Dirigent Frieder Bernius sein 1991 gegründetes Barockorchester Stuttgart auch als Hofkapelle Stuttgart.

## Hofkapellmeister
Bekannte Musiker der Hofkapelle Stuttgart waren:
Hofkapellmeister:
- 1552–1554 Sigmund Hemmel (seit 1544 als Tenorist, später bis zu seinem Tod 1565 als Komponist)
- 1554–???? Philip Weber
- 1572–1589 Ludwig Daser
- 1589–1594 Balduin Hoyoul (seit 1561 Diskantist, seit 1565 Altist und Komponist)
- 1594–1606 Leonhard Lechner (seit ca. 1585 als Tenorist)
- 1607–???? Ludwig Hoyoul
- 1608–1611 Johann Konrad Raab
- 1611–1621 Tobias Salomon
- 1621–1637 Basilius Froberger, Vater von Johann Jakob Froberger
- 1650–1657 Carl Michael Linder
- 1657–1665 Samuel Capricornus
- 1676–1688 Johann Friderich Mack
- 1690–1700 Theodor Schwartzkopff  (1659–1732)
- 1700–1704 Johann Sigismund Kusser
- 1706–1716 Johann Christoph Pez, Oberkapellmeister
- 1717–1737 Giuseppe Antonio Brescianello
- 1738–1744 Johann Daniel Hardt, Oberkapellmeister[3]
- 1744–1755 Giuseppe Antonio Brescianello, wieder (zum zweiten Mal) Oberkapellmeister
- 1750–1753 Ignaz Holzbauer, Oberkapellmeister
- 1753–1768 Niccolò Jommelli (auch Hof-Opernkomponist)
- 1770–1777 Antonio Boroni
- 1779–1781 Ferdinando Mazzanti
- 1783–1792 Agostino Poli
- -1796 Johann Georg Distler (1781–1796 an der Hofkapelle, zuletzt als Kapelldirektor)
- 1792–1802 Johann Rudolph Zumsteeg (1760–1802) (1781–1791 als Violoncellist)
- 1803–1806 Johann Friedrich Kranz[4]
- 1806–1808 Justin Heinrich Knecht
- 1807–1812 Franz Danzi
- 1812–1816 Conradin Kreutzer
- 1816–1818 Johann Nepomuk Hummel
- 1819–1856 Peter Joseph von Lindpaintner
- 1851–1861 Friedrich Wilhelm Kücken
- 1861–1867 (?) Karl Anton Eckert
- 1865–1898 Karl Doppler
- 1867–1888 Johann Joseph Abert (1853–1867 als Kontrabassist)
- 1888–1891 (?) Paul Klengel
- 1891–1895 Hermann Zumpe
- 1895–1900 Aloys Obrist
- 1898–1903 Hugo Reichenberger
- 1900–1907 Karl Pohlig
- um 1904 (?)… Schinte
- 1905 bis mindestens um 1912 Erich Band[5]
- bis 1908 Matthäus Pitteroff
- 1908–1918 Max von Schillings (Generalmusikdirektor)

## Sonstige Musiker
- Philipp Friedrich Böddecker (seit 1639 als Mitglied der Kapelle genannt)
- Johann Michael Nicolai (1655–1685 Violonist)
- Johann Gumprecht (1645–1715), aus Straßburg stammender Lautenist und Komponist für Laute, Angelica, „Cithara“ und Theorbe, um 1688 „Titularrath“ in Stuttgart[6]
- Jean-Joseph Rodolphe (Johann Joseph Rudolph) (1760–1766 Erster Hornist)
- Pietro Nardini (1763–1765 Konzertmeister)
- Johannes Nisle (1763–1766 Zweiter Hornist, 1766–1773 Erster Hornist)
- Ludwig Abeille (ab 1802 Konzertmeister, 1815 Hoforganist)
- Johann Wilhelm Friedrich Nisle (1805–1835 Violoncellist)
- Carl Maria von Weber (1806–1807 Musikintendant)
- Josef Rudolf Lewy (1819–1826 Hornist und Bratschist)
- Johann Martin Friedrich Nisle (1821–1824 Bratschist)
- Wenzel Neukirchner (1829–1889 Fagottist)
- Joseph Huber (ab 1865 als Violinist und Komponist)
- Hugo Wehrle, ab 1868 für 30 Jahre Musikdirektor, zusammen mit Edmund Singer